# جوبینا رالستون
جوبینا رالستون (انگلیسی: Jobyna Ralston؛ ‏ ۲۱ نوامبر ۱۸۹۹ – ۲۲ ژانویهٔ ۱۹۶۷) بازیگر اهل ایالات متحده آمریکا بود. وی بین سال‌های ۱۹۱۹ تا ۱۹۳۱ میلادی فعالیت می‌کرد.
از فیلم‌هایی که وی در آن نقش داشته‌است، می‌توان به محموله ویژه، خطر طنز، بال‌ها، برادر کوچک، تلفات جنگ!، محض رضای خدا، مخمصه، نگرانی چرا؟ و هارولد لوید به دانشگاه می‌رود اشاره کرد.